# Robert Rounseville
Robert Rounseville (25 de marzo de 1914–6 de agosto de 1974) fue un tenor estadounidense, que cantó ópera y opereta, además de participar en musicales representados en el circuito de Broadway.

## Biografía
Nacido en Attleboro, Massachusetts, Rounseville también actuó en varias ocasiones en la televisión, así como en dos filmes. Es quizás más conocido entre los aficionados a la ópera por su papel de Hoffmann en el film de Michael Powell y Emeric Pressburger The Tales of Hoffmann (1951), basado en la opereta de Jacques Offenbach, la primera película en color de una ópera en la que se usaban técnicas genuinamente cinematográficas (en contra de la filmación de una representación en un escenario). Ese mismo año fue también Tom Rakewell en el estreno mundial de la ópera de Igor Stravinsky The Rake's Progress, representada en La Fenice, donde tuvo la fortuna de actuar junto a Dame Elisabeth Schwarzkopf y Jennie Tourel. En octubre de 1951 encarnó a Channon en el estreno mundial de la obra de David Tamkin The Dybbuk, representada en el New York City Opera, cantando junto a Patricia Neway.
En 1956 Rounseville hizo su papel cinematográfico más recordado, y uno de sus papeles teatrales más memorables. En el film Carousel, adaptación del musical de Richard Rodgers y Oscar Hammerstein II, interpretó a Mr. Snow, trabajando junto a Barbara Ruick en el papel de Carrie Pipperidge. En diciembre de ese año estrenó en el circuito de Broadway la producción de Leonard Bernstein Candide, en la que interpretó el papel del título acompañado de Barbara Cook, que encarnaba a Cunegonde.
En 1960 hizo el papel de Nanki-Poo en una adaptación televisiva de la opereta de Gilbert y Sullivan El Mikado, emitida dentro del programa "Bell Telephone Hour", y en el cual Groucho Marx era Ko-Ko.
Además, hizo un papel como artista invitado en la versión televisiva de la serie televisiva dedicada a la música clásica "The Voice of Firestone".
En el programa de televisión NBC Opera Theatre cantó el papel de Don José en una versión en inglés de la ópera Carmen (1953), así como al Caballero de la Force en la primera producción televisiva estadounidense (también en inglés) de Diálogos de carmelitas (1957). En esta última, la soprano Leontyne Price hizo una de sus primeras actuaciones televisivas.
En 1969 intervino en la emisora National Educational Television en el estreno en Estados Unidos de la última ópera de Leoš Janáček, De la casa de los muertos, basada en la novela de Dostoyevsky.
Rounseville también hizo algunas grabaciones en estudio de obras representadas en Broadway. Entre ellas figuraba un disco de 1952 de la opereta de Sigmund Romberg The Student Prince, en la que cantaba con Dorothy Kirsten. 
Con mayor frecuencia, Rounseville participó en modestas reposiciones de operetas y musicales en el New York City Center, con obras como Brigadoon (como Charlie Dalrymple) y Show Boat (como Gaylord Ravenal). Pero en 1965 volvió a una producción de primera categoría en Broadway, encarnando al sacerdote en El hombre de La Mancha, un papel que repitió en 1972 en el Teatro Vivian Beaumont.
En su vida privada, Rounseville mantuvo amistad a lo largo de toda su vida con la directora de orquesta Florence Louise Pettitt. Robert Rounseville falleció de manera súbita en 1974, a causa de un infarto agudo de miocardio mientras daba una clase de canto en él se estudió en el Carnegie Hall de Nueva York.